# Mohamed Moufid
Mohamed Moufid (en arabe : محمد مفيد), né le 12 janvier 2000 à Rabat, est un footballeur marocain évoluant au poste d'arrière droit au Wydad AC.

## Biographie

### En club
Mohamed Moufid intègre jeune l'académie des FAR de Rabat. Le 10 août 2020, il reçoit sa première titularisation en championnat marocain à l'occasion d'un match face au DH El Jadida (match nul, 1-1). Le 16 octobre 2021, à l'occasion de la Coupe de la confédération 2021-2022, il marque un but contre son camp face au JS Kabylie (défaite, 0-1).

### En sélection
Le 5 juin 2021, il est convoqué par Houcine Ammouta avec l'équipe du Maroc  A' pour un stage de préparation à Maamora,.
Le 28 juillet 2022, il est convoqué par le sélectionneur Hicham Dmii pour un stage de préparation avec l'équipe du Maroc A', figurant sur une liste de 23 joueurs qui prendront part aux Jeux de la solidarité islamique en août 2022.

## Statistiques

### Statistiques détaillées
| Saison                | Club                  | Championnat           | Championnat | Championnat | Championnat | Coupe(s) nationale(s) | Coupe(s) nationale(s) | Coupe(s) nationale(s) | Compétition(s) continentale(s) | Compétition(s) continentale(s) | Compétition(s) continentale(s) | Compétition(s) continentale(s) | Total | Total | Total |
| Saison                | Club                  | Division              | M.          | B.          | P.d.        | M.                    | B.                    | P.d.                  | Comp.                          | M.                             | B.                             | P.d.                           | M.    | B.    | P.d.  |
| 2019-2020             | FAR de Rabat          | Botola Pro            | 10          | 0           | 0           | -                     | -                     | -                     | -                              | -                              | -                              | -                              | 10    | 0     | 0     |
| 2020-2021             | FAR de Rabat          | Botola Pro            | 26          | 0           | 2           | 0                     | 0                     | 0                     | -                              | -                              | -                              | -                              | 26    | 0     | 2     |
| 2021-2022             | FAR de Rabat          | Botola Pro            | 12          | 0           | 0           | 0                     | 0                     | 0                     | C2                             | 1                              | 0                              | 0                              | 13    | 0     | 0     |
| Total sur la carrière | Total sur la carrière | Total sur la carrière | 49          | 0           | 2           | 0                     | 0                     | 0                     | -                              | 1                              | 0                              | 0                              | 50    | 0     | 2     |

## Palmarès
FAR de Rabat
- Champion du Maroc (1) :
  - Champion : 2022-23
- Coupe du Maroc (1) :
  - Vainqueur : 2020
  - Finaliste : 2023